# Votos de San Millán
Los Votos de San Millán son un privilegio atribuido a Fernán González en el año 934, por el que se decía que los pueblos de Castilla y algunos de Navarra debían pagar una cuota anual al Monasterio de San Millán. Este documento se considera una más de las falsificaciones realizadas por los monjes emilianenses a comienzos del siglo XIII, con las que pretendían hacer prosperar a San Millán tras la disminución de donaciones a causa del aumento de monasterios, lo que parece que consiguieron debido al auge del monasterio en los siglos siguientes.
Se atribuye su autoría a Fernandus, monje de San Millán, contemporáneo de Gonzalo de Berceo, quien hace menciones sobre estos votos en su obra La vida de san Millán y que, según el estudio de Brian Dutton, podría haber tenido como objetivo hacer propaganda para su monasterio.
Pese a la dudosa veracidad de su origen, algunos historiadores consideran el documento como una fuente valiosa en relación con la toponimia de la zona, ya que nombra multitud de pueblos y lugares de lo que hoy son La Rioja, País Vasco y Navarra.